# كونبايتو
الكونبايتو او (باللغة اليابانية: 金平糖) تنطق ايضا بالكومبايتو, هي نوع من انواع الحلوى اليابانية. هذا النوع من الحلوى يأخذ شكل كرة صغيرة بسطح وعر, وياتي بألوان ونكهات مختلفة.

## أصول الكلمات
كلمة كونبايتو تأتي من الكلمة (البرتغالية: confeito) والتي تعني فاكهة مسكرة مجففة، وهو نوع من حلوى السكر. 
الرمز الياباني لهذه الكلمة هو: 金平糖(المعنة الحرفي للرموز هو "السكر الذهبي المسطح")

## التاريخ
تم تقديم تقنية إنتاج حلوى السكر إلى اليابان في أوائل القرن السادس عشر من قبل التجار البرتغاليين. لم يتم بعد إنشاء البنية التحتية وتكنولوجيا تكرير السكر في اليابان في ذالك الوقت. لأن الكونبايتو تحتاج الكثير من السكر لصنعها ، كان نادرة جدًا وباهظة الثمن نتيجة لذلك. في عام 1569 ، قدم المبشر البرتغالي لويس فرويس قارورة زجاجية من الكونبايتو لأودا نوبوناغا من أجل الحصول على تصريح دعوة للديانة النصرانية .  
خلال فترة ميجي ، الكونبايتو سبق وصفها ثقافيًا كأحد معايير الحلويات اليابانية. 

## الإنتاج
عادة ما تكون الكونبايتو من 5 إلى 10 مليمتر (0.20 إلى 0.39 بوصة) في القطر. يتم إنتاجها عن طريق طلاء شراب السكر بشكل متكرر فوق قلب يتكون من حبة سكر خشن.. 

## استخدامات اخرى

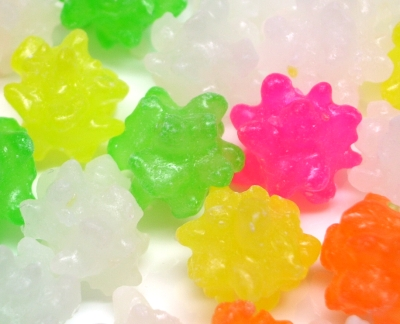
كونبايتو

تحتوي علب الحصص الغذائية للطيران التابعة لوزارة الدفاع اليابانية وعلب الحصص الغذائية القتالية التابعة لقوات الدفاع الذاتي اليابانية على حلوى الكونبايتو ، بالإضافة إلى الخبز الصلب / البسكويت والمواد الغذائية الأخرى. بينما تساعد الحلوى في محتوى السعرات الحرارية اللازمة للأنشطة ، فإنها تساعد أيضًا في تعزيز تكوين اللعاب لتسهيل تناول الخبز الجاف. 
غالبًا ما يستخدم الكونبايتو بالأحتفالات مثل الزواج والولادة ، في علب حلوى متقنة تسمى باللغة اليابانية (ボンボニエール) ، مما يعني علبة الحلوى .  يتم تقديمها ايضا كهدية للصلاة في الأضرحة والمعابد للديانات اليابانية. تعود ممارسة منح علبة الحلوى إلى حفل إحياء ذكرى دستور ميجي في عام 1889 ومنذ ذلك الحين يُعتقد أنها رمز لحسن الحظ. استخدمت العائلة الإمبراطورية اليابانية الأونشينو كونبايتو كهدية "ترحيب" رسمية باستمرار لأكثر من 130 عامًا.   

## اقرأ أيضا
- الحلوى الصخرية
- واغاشي